# EUROFANZ
EUROFANZ (до 2016 Eurofan, Єврофан) — міжнародний фестиваль-турнір серед європейських футбольних фанів, який відбувається у Львові щороку в червні або липні. Уперше проведений 2007 року.

## Організатори та мета фестивалю
Мета: зблизити вболівальників різних країн і дати їм можливість побачити Львів, який був одним із міст господарів чемпіонату Європи 2012. З 2008 року «Єврофан» офіційно включено до переліку заходів з підготовки до Євро-2012.
Європейські фани привозять гуманітарну допомогу, солодощі та спортивні товари для дитячих лікарень та інтернатів.
У рамках фесту відбуваються різноманітні вечірки, культурні та розважальні заходи.

## Історія

### 2007
Перший «Єврофан» відбувся 2007 року і зібрав 4 команди вболівальників: «Карпати» (Львів), «Динамо» (Київ), «Зеніт» (Санкт-Петербург) і «Шахтар» (Донецьк). Перемогло на турнірі київське «Динамо».

### 2008
У 2008 році було запрошено більше закордонних фанів. Виступали 6 команд:
- Уельс
- «Вісла» (Краків)
- «Динамо» (Київ)
- «Дніпро» (Дніпропетровськ)
- «Зеніт» (Санкт-Петербург)
- «Карпати» (Львів)

Переможцем став «Дніпро». З 2008 року проект «Єврофан» офіційно включено до переліку заходів з підготовки до Євро-2012.

### 2009

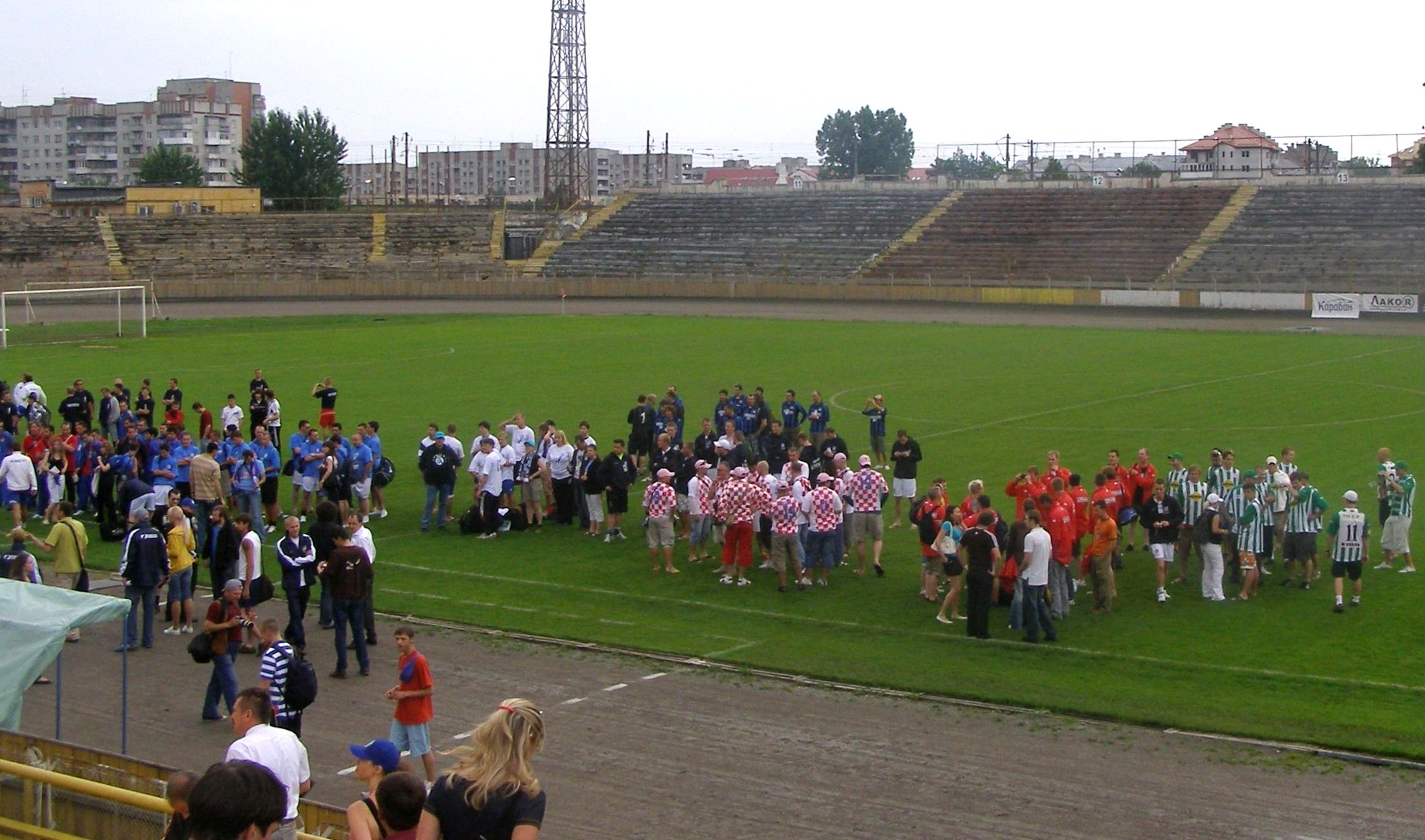
Відкриття «Єврофана-2009»

25-28 червня 2009 року у Львові виступило 15 команд (краківська «Вісла» в останній день повідомила, що не прибуде):
| - Уельс - Хорватія - «Атлетико» (Мадрид) - «Богеміанс» (Прага) - «Зеніт» (Санкт-Петербург) - «Гееренвеен» - «Глазго Рейнджерс» - «Інтер» (Мілан) | - «Карпати» (Львів) - «К'єво» - «Ліверпуль» - «Маестро» - «Островія» (Острув Вєлькопольскі) - «Рапід» (Відень) - «Шальке 04» (Ґельзенкірхен) |

У фіналі, який відбувся 28 червня, шотландська команда «Глазго Рейнджерс» перемогла львівські «Карпати» — 4:1. Того ж дня відбулося нагородження призерів та урочисте закриття турніру. Ті, хто залишився у Львові ще на 29 червня, мали можливість відвідати рок-фестиваль «Stare Misto», який проходив на стадіоні «Україна».

### 2010
«Єврофан-2010» (повна назва зі спонсорських причин: Unibet Eurofan 2010) пройшов 8-11 липня 2010 року. Він став наймасштабнішим заходом подібного типу у Східній Європі. Компанія «АБМ СПОРТ» була технічним спонсором турніру й надала волонтерам фестивалю екіпірування «Umbro». Офіційним м'ячем змагань був «SELECT». Склад учасників:
| Група А стадіон ЛНАУ, Дубляни · вул. Володимира Великого, 1 - Швеція - ПСЖ - Україна | Група B стадіон ФК «Пустомити», · Пустомити · вул. Спортивна, 1 - Фінляндія - «Вісла» (Краків) - «Ліверпуль» - Чехія | Група C стадіон ЛДУФК, Львів, · вул. Княгині Ольги, 3 - Польща - «Карпати» (Львів) - Бельгія (приїхало лише 4 людей) | Група D стадіон «Прогрес», Львів, · вул. Б. Януша, 1 - Уельс - «Гееренвеен» - «Гамбург» - «Зеніт» (Санкт-Петербург) |

«Інтер» (Мілан), збірна Словенії з футболу та збірна Фінляндії з футболу не прибули з різних причин. У складі делегації збірної Бельгії приїхало тільки 4 вболівальники, тому команда також не брала участі в іграх.
Розклад фестивалю [недоступне посилання з червня 2019]:
- четвер, 8 липня — фани прибули до Львова та мали можливість оглянути місто
- п'ятниця, 9 липня — церемонія відкриття, ігри групового етапу
- субота, 10 липня — ігри групового етапу, чвертьфінали
- неділя, 11 липня — півфінали, матч за 3-є місце, фінал на стадіоні СКА, нагородження переможців і найкращих гравців. Спільний перегляд фінального матчу чемпіонату світу з футболу 2010.

Уперше переможцем стала команда вболівальників господарів — «Карпати» (Львів). Львів'яни у фіналі обіграли збірну України з рахунком 2:0.

### 2011
Учасниками турніру «Сільпо Єврофан 2011» стала рекордна кількість команд — 23:
| уболівальники клубів - «Ліверпуль» - «К'єво» - «Зеніт» (Санкт-Петербург) - «Локомотив» (Москва) - «Копенгаген» - «Шльонськ» (Вроцлав) - «Лехія» (Ґданськ) - «Динамо» (Мінськ) - «Ботев» (Пловдив) - «Динамо» (Бухарест) - «Карпати» (Львів) | збірні вболівальників - Уельс - Ірландія - Молдова - Польща - Словенія - Сербія - Словаччина - Україна - Швеція - Хорватія - Чехія - команда депутатів «Леви» (поза конкурсом) |

Фінал: Словенія — «Зеніт» — 1:1 (по пенальті 6:5).

### 2012
Спонсором «Єврофана» залишилася торгова мережа «Сільпо», а турнір отримав назву «Silpo Eurofan 2012». Уперше в історії турніру в ньому взяли участь лише команди вболівальників національних збірних (а також «Карпати» та команда зірок українського шоу-бізнесу «Маестро»), загалом 21 колектив :
| група A - Хорватія - Молдова - Словенія | група B - Чехія - Уельс - Словаччина | група C - Польща - Грузія - Данія | група D - Північна Ірландія - Швеція - «Маестро» |

| група E - Росія - Естонія - Білорусь | група F - «Карпати» - Італія - Литва | група G - Україна - Сербія - Румунія |

Матчі відбувалися на стадіонах «Сокіл», «Прогрес», футбольному полі УФК, а також та стадіоні СКА.
Груповий етап — 29 червня, 1/8 і 1/4 фіналу — 30 червня. У неділю 1 липня вдень проведено півфінали та фінал, а ввечері всі фанати у фан-зоні УЄФА разом переглядали фінал Євро-2012.
У фіналі збірна Румунії зіграла внічию з ФК «Маестро» 0:0, а в серії післяматчевих пенальті румуни перемогли з рахунком 4:3.

### 2013
Спонсором «Єврофана 2013» був бренд Nivea. Турнір зібрав аж 24 команди, перевершивши рекорд 2011 року. Матчі відбувалися на стадіоні в Пустомитах, а також на стадіонах «Сокіл», полі УФК та стадіоні СКА у Львові.
| група A - «Локомотив» (Москва) - «Словацко» (Угерске Градіште) - «Спартак» (Миява) - Хорватія | група B - «Динамо» (Тбілісі) - «Зімбру» (Кишинів) - «Карпати» - Словаччина | група C - «Гамбург» - «Зеніт» (Санкт-Петербург) - Італія | група D - «Динамо» (Бухарест) - Білорусь - Ірландія - Швеція |

| група E - Болгарія - Північна Ірландія - «Копенгаген» | група F - Нідерланди - Україна - Уельс | група G - «Динамо» (Мінськ) - Польща - Словенія |

Основний час вирішальної зустрічі на стадіоні СКА між командою Болгарії та «Динамо» (Бухарест) не виявив сильнішого — 1:1. У серії пенальті болгари виявились сильнішими — 6:5.

### 2014
Турнір 6-8 червня 2014 року зібрав 22 команди з 15 країн. На відміну від попередніх років, російських команд не було. Матчі відбувалися на стадіоні у Винниках, а також на стадіонах «Прогрес», УФК і «Юність» у Львові.
| підгрупа A - «Норрчепінг» - «Словацко» (Угерске Градіште) - «Спартак» (Миява) - Україна | підгрупа B - «Копенгаген» - «Карпати» - Ветерани ФК «Карпати»* - Словаччина | підгрупа C - Білорусь - Грузія - Молдова - Словенія |

| підгрупа D - «Динамо» (Бухарест) - Швеція - Північна Ірландія - РК «Батяри» (Львів)* | група E - Болгарія - «Динамо» (Тбілісі) - «Геренвен» | група F - «Динамо» (Мінськ) - Ірландія - Фінляндія |

* Команди ветеранів ФК «Карпати» та РК «Батяри» виступали поза конкурсом.
Фінал:
 Болгарія —  Україна — 0:0 (5:4 за пенальті).
Уперше в історії турніру торішній переможець захистив титул — збірна Болгарії вдруге поспіль перемагає на «Єврофані».

### 2015
Єврофан 2015 відбувся 26-28 червня. У ньому взяли участь 24 команди із 18 країн. Матчі проходили на стадіоні у Винниках, а також на стадіонах «Прогрес», УФК і «Скіф» у Львові.
| підгрупа A - Білорусь - Естонія - Україна - Швеція | підгрупа B - «Динамо» (Бухарест) - Грузія - Латвія - «Спартак» (Миява) | підгрупа C - «Дукла» (Банська Бистриця) - Ірландія - «Копенгаген» - Молдова |

| підгрупа D - Болгарія - Словенія - «Лейтон Орієнт» - Збірна журналістів | група E - «Зімбру» - «Карпати» - Фінляндія - «Флора» | група F - «Динамо» (Мінськ) - «Динамо» (Тбілісі) - «Геренвен» - «Словацько» (Угерске Градіште) |

Фінал:
 Болгарія —  «Динамо» (Мінськ) — 1:0.
Збірна Болгарії втретє поспіль перемагає на «Єврофані».

### 2016
2016 року ювілейний, десятий, фан-фестиваль відбувся під новою назвою — «EUROFANZ».
21 команда-учасниця:
| підгрупа A - Україна - Ірландія - «Спартак» (Миява) - «Динамо» (Тбілісі) | підгрупа B - Словенія - «Феєнорд» - Латвія - «Динамо» (Бухарест) | підгрупа C - Білорусь - Швеція - «Геренвен» - «Словацько» (Угерске Градіште) |

| підгрупа D - «Копенгаген» - Грузія - АІК - Фінляндія | підгрупа E - «Динамо» (Мінськ) - «Карпати» - «Зімбру» - «Дукла» (Банська Бистриця) - «Збройовка» (Брно) |

Фінал:
 Україна —  «Динамо» (Мінськ) — 6:2.

### 2017
EUROFANZ-2017 відбувся 29 червня — 2 липня за участю 24 команд:
| підгрупа A - «Ньюкасл» - «Флора» - АІК - «Словацько» (Угерске Градіште) | підгрупа B - «Збройовка» (Брно) - «Карпати» - Ірландія - Швеція · | підгрупа C - Білорусь - «Феєнорд» - Франція - «Спартак» (Миява) · |

| підгрупа D - «Геренвен» - Грузія - Латвія - Словенія · | підгрупа E - «Динамо» (Бухарест) - «Динамо» (Мінськ) - «Зімбру» - Гельсінкі | підгрупа F - «Дукла» (Банська Бистриця) - Україна - «Копенгаген» - Фінляндія |

Фінал:  Словенія —  Білорусь — 2:1.

### 2018
Фан-фестиваль 2018 року запланований на 12-15 липня.

### Відео
- Єврофан 2007
- Єврофан 2008
- Єврофан 2009: 1 частина; 2 частина; 3 частина [Архівовано 7 жовтня 2016 у Wayback Machine.]; 4 частина
- Єврофан 2015 [Архівовано 5 квітня 2016 у Wayback Machine.]